# فریزبورگ (میشیگان)
فریزبورگ، میشیگان (به انگلیسی: Ferrysburg, Michigan) یک شهر در ایالات متحده آمریکا با جمعیت ۲٬۸۹۲ نفر است که در شهرستان اتاوا واقع شده‌است.

## موقعیت جغرافیایی
موقعیت جغرافیایی شهرها و مناطق اطراف به شرح زیر است: